# Lateinische Wikipedia
Die lateinische Wikipedia (Vicipædia Latina) ist eine Wikipedia-Sprachversion mit knapp 140.000 Artikeln. Sie gehört zur Gruppe der Sprachversionen für eine so genannte alte Sprache.
Die Benutzer (usores), die oftmals der neolatinistischen Bewegung angehören, stammen aus unterschiedlichen Ländern; die meisten sprechen Englisch oder Deutsch als Muttersprache. Die Vicipaedia Latina stellt einen wichtigen Faktor der Latinitas viva, d. h. der Bewegung für ein lebendiges Latein, dar. Wie bei allen anderen Wikipedia-Ausgaben auch hängen die Inhalte in erster Linie von Beiträgen der Benutzer ab und wurden als „eklektisch“ bezeichnet. Neben Themen, die traditionell mit der lateinischen Sprache verbunden sind, wie die römische Antike und die katholische Kirche, gibt es z. B. auch Artikel zu lebenden Personen (ca. 7.300 Artikel) oder naturwissenschaftlichen Themen.

## Geschichte und Statistik
Die lateinische Wikipedia begann im Mai 2002 mit einem Wikipedianer und sechs Artikeln. Im April 2003 stieg die Mitarbeiterzahl auf fünf an, damals gab es 236 Artikel. Die Tausendermarke bei den Artikeln wurde im Januar 2004 erreicht, die Zehntausendermarke im Dezember 2006. Ihren 50.000sten Artikel erhielt die lateinische Wikipedia im Februar 2011 mit Cache Comitatus (Cache County in Utah, USA), den 80.000sten Artikel im Oktober 2012 mit dem koreanischen Rapper PSY (PSY).
Im Dezember 2013 wurde der 100.000ste lateinische Artikel erreicht, im August 2015 der 120.000ste.
Über 40 Wikipedianer sind regelmäßig aktiv (mehr als 5 Bearbeitungen im Monat).

Vicipaedia Artikelwachstum von 2002 bis Juni 2013

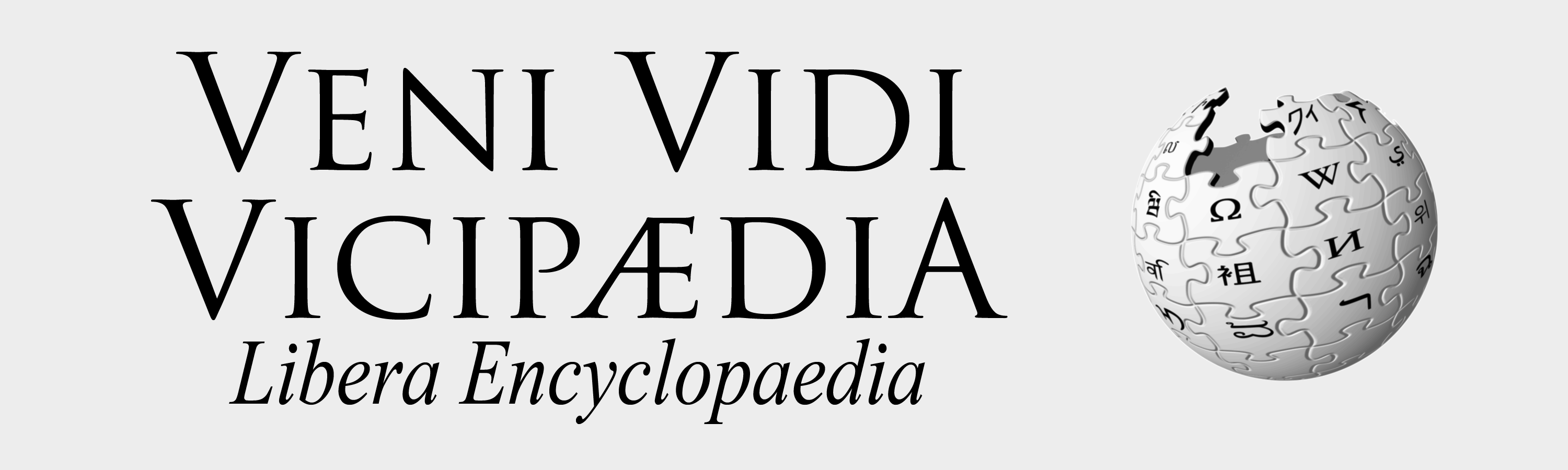
Auch von Latein-Enthusiasten erstellte Aufkleber "Veni Vidi Vicipaedia" werden einer rigorosen Grammatikanalyse unterzogen: Fortasse melius esset in casu accusativo? In sensu "Veni. Vidi Vicipaediam, liberam encyclopaediam." ?

## Moderne Begriffe
Die Regeln der lateinischen Wikipedia erlauben prinzipiell keine Neologismen („Noli fingere!“).
Um Gegenstände darstellen zu können, die nicht im klassischen oder mittelalterlichen Latein existierten, werden Wörter aus modernen lateinischen Quellen verwendet. Dazu gehören wissenschaftliches Latein in der Biologie und Medizin, lateinische Lexika und Bücher aus dem 18. und 19. Jahrhundert, das Lexicon recentis Latinitatis des Vatikans („Lexikon des modernen Latein“ mit Onlineversion), sowie aktuelle lateinische Magazine wie Ephemeris und die Latein-Nachrichten von Radio Bremen.
Wie in anderen international verbreiteten Sprachen gibt es oft mehr als eine korrekte Bezeichnung für einen bestimmten Gegenstand, oder verschiedene Begriffe im klassischen, mittelalterlichen, wissenschaftlichen und modernen Latein. Wo immer es möglich ist, wird der älteste oder klassische Begriff für das Lemma der Seite gewählt, mit Weiterleitungen von allen anderen. Wichtige Alternativbezeichnungen werden im Artikel mit Quellenangaben aufgeführt. Diese Praxis stimmt überein mit den allgemeinen Wikipedia-Regeln zu Nachprüfbarkeit und gegen Begriffsfindung. Es gibt oft lebhafte Debatten der Benutzer über Nuancen.
Wenn gelegentlich kein Begriff für ein modernes Konzept gefunden werden kann, wird so verfahren wie in den meisten anderen Sprachen auch: Eine Entlehnung aus einer anderen Sprache, meist einer romanischen oder aus dem Englischen. So entstanden die Artikel für die Partikel Photon und Gluon und für die Temperatureinheit Kelvin. Der Begriff wird latinisiert.

## Rechtschreibung
Vicipaedia hat die zeitgenössische orthographische Gewohnheit übernommen, zwischen U und V zu unterscheiden, aber nicht i und i-Konsonant. Diese orthographische Praxis ist nicht ohne leidenschaftliche Gegner, die darauf verweisen, dass dies nur die italienische Rechtschreibreform nachahmt, in der die i/j-Unterscheidung verloren, aber die u/v-Unterscheidung beibehalten wurde.
Unter dem Logo auf der Hauptseite der lateinischen Wikipedia steht „VICIPÆDIA“ mit der Ligatur „æ“. Allerdings werden in den Artikeln keine Ligaturen für die Diphthonge ae („æ“) und oe („Œ“) verwendet. Benutzer können jedoch einstellen, dass die Diphthonge automatisch als Ligaturen auf den Seiten dargestellt werden.
Die Artikel werden von den Benutzern gemäß Qualitätsstufen der Latinität (gradus latinitatis) farblich markiert, darunter „Sprachliche Qualität noch nicht bestimmt“ (latinitas nondum censa), aber auch „Latein ist verbesserungswürdig“ (latinitas inspicienda), „Zweifelhafte sprachliche Qualität“ (latinitas dubia), „Sehr zweifelhafte sprachliche Qualität“ (latinitas maxime dubia), „Armseliges Latein“ (latinitas corrigenda), „Überaus armseliges Latein“ (latinitas maxime corrigenda) bis hin zu „Gutes Latein“ (latinitas bona). Laut dem Lateinspezialisten Robert Gurval von der UCLA sind die gut bewerteten Artikel „tatsächlich sehr gut“.